# Кампи (Савона)
Кампи (итал. Campi) је насеље у Италији у округу Савона, региону Лигурија.
Према процени из 2011. у насељу је живело 25 становника. Насеље се налази на надморској висини од 183 м.